# Charles Horton Peck

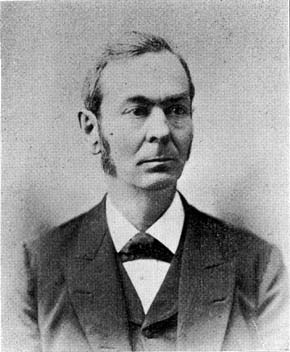
Charles Horton Peck, um 1905

Charles Horton Peck (* 30. März 1833 in Sand Lake, Rensselaer County, New York; † 11. Juli 1917 in Albany, New York) war ein amerikanischer Mykologe. Von 1867 bis 1915 war er „New York State Botanist“. Während dieser Zeit beschrieb er über 2700 nordamerikanische Pilzarten.

## Mykologische Arbeit
Peck trug zur Form und Gestalt der amerikanischen Mykologie bei, obwohl er Botaniker war und nie Student oder Professor auf dem Gebiet der Mykologie. Der Autodidakt  berichtete jährlich über sein Wissen. Er war aufgrund seines Lebens und seines Wissens eine wichtige und zentrale Figur in der amerikanischen Mykologie. 
Nach 48 Jahren Arbeit hinterließ Peck ein Vermächtnis von 2.700 neu identifizierten Pilzarten, über 4.000 Seiten an Publikationen und etwa 36.000 Exemplaren. Sein Hauptinteresse galt den Agaricaceae, aber er beschrieb auch viele Arten in anderen Familien. Von 1869 bis 1908 berichtete er über einen Index von 2.485 neu beschriebenen Arten und von 1909 bis 1915 beschrieb er 249 weitere neue Arten. in seinem wissenschaftlichen Wirken beschäftigte er sich neben Pilzen auch mit Moosen, Farnen und Samenpflanzen.